# Schwarzer Schwielenwels
Der Schwarze Schwielenwels (Hoplosternum littorale) ist eine Süßwasserfischart aus der Familie der Panzer- und Schwielenwelse (Callichthyidae), die östlich der Anden im nördlichen und mittleren Südamerika bis zum Río de la Plata im Süden sowie auf der Insel Trinidad vorkommt.

## Merkmale
Schwarze Schwielenwelse erreichen eine Maximallänge von 24 cm und besitzen einen hochrückigeren Körper als Callichthys callichthys. Am Oberkiefer befinden sich zwei Paar relativ lange Barteln. Oberhalb der Körpermittellinie zählt man 25 Knochenplatten, unterhalb sind es 23. Die äußeren Strahlen der Schwanzflosse sind verdickt. Innerhalb ihres großen Verbreitungsgebietes kommen verschiedene Farbmorphen vor. Im Allgemeinen sind die Fische einheitlich blauschwarz. Es gibt jedoch auch Schwarze Schwielenwelse mit schwärzlicher, blaugrauer, dunkelgrauer oder grünlicher Färbung der Oberseite, etwas helleren Körperseiten und einer hellen, schmutzig-weißen Bauchseite und blauschwarzen, hellgrauen oder farblos transparenten Flossen. Irgendwelche Zeichnungen, Musterungen oder Fleckungen sind nicht vorhanden, auch die Flossen sind ungefleckt. Bei den Männchen ist die Geschlechtspapille deutlich sichtbar.
- Flossenformel: Dorsale 1/8, Anale /5, Pectorale 1/8–9, Ventrale /6.

## Lebensweise
Schwarze Schwielenwelse leben in Sümpfen und verkrauteten Gewässern. Während der Regenzeit besteht ihre Ernährung vor allem aus Zuckmückenlarven und Detritus, wogegen sie in der Trockenzeit verschiedene Insekten, Kleinkrebse, aquatische Zweiflüglerlarven und Detritus fressen. Außerdem werden große Mengen von anaerobischen Bakterien vom Bodengrund aufgenommen. 
Wie alle Schwielenwelse baut auch das Männchen von Hoplosternum littorale, unterstützt vom Weibchen, zur Fortpflanzung ein Schaumnest. Die Fortpflanzungszeit beginnt mit der Regenzeit. In das Nest werden 5000 bis 20000 Eier gelegt, die einen Durchmesser von 1,8 mm haben. Die Eier werden von Sperma befruchtet, den das Weibchen zuvor im Maul gesammelt hat. Das Schaumnest wird vom in dieser Zeit sehr aggressiven Männchen bewacht. Schwarze Schwielenwelse vermehren sich zum ersten Mal mit einem Alter von einem Jahr.